# 嶺奔龍屬
岭奔龙（属名：Mahuidacursor，意为“山脉奔跑者”，在马普切语中意为“山”）是阿根廷巴塔哥尼亚北部内乌肯盆地桑托阶下营组的一属原始鸟脚类，模式种兼唯一种是轻臂岭奔龙（M. lipanglef）。